# Брушани
Брушани или Брушени (на македонска литературна норма: Брушани) е село в Северна Македония, в Община Кавадарци.

## География
Селото е било разположено в областта Тиквеш, на 5 километра югозападно от град Кавадарци при вливането на река Дол в Църна. За разлика от околните пръснати села, Брушани е било купно.

## История
Селото е споменато в XIV век като . Според Йордан Заимов името е от местното име *Брус, което идва от брус, вид пясъчник. То е често в българската топонимия - сравними са Брусен, Тетевенско и Брусник, Брезнишко и други.
В XIX век Брушани е българско село в Тиквешка каза на Османската империя. Църквата „Света Троица“ е от 1878 година. Според статистиката на Васил Кънчов („Македония. Етнография и статистика“) от 1900 г. Брушани има 190 жители българи християни.
Цялото християнско население на селото е под върховенството на Българската екзархия. По данни на секретаря на екзархията Димитър Мишев („La Macédoine et sa Population Chrétienne“) в 1905 година във Брушени (Broucheni) има 152 българи екзархисти.
След създаването на изкуственото Тиквешко езеро в 1964 – 1968 година, село Брушани е потопено под язовира, а жителите му се изселват предимно в Кавадарци, където има Брушанска махала (Брушанско маало).
Днес Брушани е вилно селище. В 2013 година започва да се строи църквата „Света Неделя“.